# Vinkove, Muncaci
Vinkove (în ucraineană Вінкове) este un sat în comuna Zneațovo din raionul Muncaci, regiunea Transcarpatia, Ucraina.

## Demografie
Componența lingvistică a localității Vinkove
     Ucraineană (89,47%)
     Maghiară (9,21%)
     Rusă (1,32%)
Conform recensământului din 2001, majoritatea populației localității Vinkove era vorbitoare de ucraineană (89,47%), existând în minoritate și vorbitori de maghiară (9,21%) și rusă (1,32%).